# La falsa pista
La falsa pista  (Villospår) è un romanzo giallo dello scrittore svedese Henning Mankell pubblicato in Svezia nel 1995.
È la quinta storia della saga dell'ispettore di polizia Kurt Wallander. Il romanzo è ambientato principalmente a Ystad, Svezia.
Il libro, nella traduzione inglese Sidetracked, ha vinto il Gold Dagger nel 2001.

## Trama
Durante i campionati del mondo di calcio, all'inizio dell'estate, un sadico serial killer si accanisce su alcuni uomini anziani e di successo, uccidendoli e prelevando loro lo scalpo con un'ascia. Nel mentre, Wallander è alle prese con lo strano caso di una ragazza che inspiegabilmente si toglie la vita dandosi fuoco in un campo di colza. Indagando sulle due vicende, apparentemente prive di collegamento logico, Wallander giunge a scoprire un legame sinistro al racket della prostituzione ed alla tratta delle bianche.

## Edizioni
- Henning Mankell, La falsa pista, traduzione di Giorgio Puleo, Marsilio, 1998. ISBN 88-317-6945-6.
- Henning Mankell, La falsa pista, traduzione di Giorgio Puleo, RL Libri, 2001. ISBN 88-462-0206-6.
- Henning Mankell, La falsa pista, traduzione di Giorgio Puleo, Marsilio, 2004. ISBN 88-317-8483-8.
- Henning Mankell, La falsa pista, traduzione di Giorgio Puleo, Marsilio, 2009. ISBN 978-88-317-9743-6.
- Henning Mankell, La falsa pista, traduzione di Giorgio Puleo, Marsilio, 2010. ISBN 978-88-317-0668-1.
- Henning Mankell, La falsa pista, traduzione di Giorgio Puleo, Marsilio, 2012. ISBN 978-88-317-1330-6.
- Henning Mankell, La falsa pista, traduzione di Giorgio Puleo, Universale Economica Feltrinelli, 2019. ISBN 978-88-317-8326-2.